# Vallon/Béthusy
Le quartier de Vallon/Béthusy est un quartier de la ville de Lausanne. Il est situé au centre de la commune.

## Organisation
Il est divisé en 4 secteurs : Le Vallon (1001), Hôpitaux (1002), Victor-Ruffy (1003) et Béthusy (1004). 

## Histoire
L'avenue de Béthusy s'appelait dans la première moitié du XIXe siècle, chemin public de Chailly à Lausanne, et à la fin du XIXe siècle on parlait de la route de Belmont.  
Entre 1826 et 1935 se trouvait le pénitencier de Béthusy, au lieu dit "Bugnon" à l'emplacement de l'actuel collège secondaire de Béthusy. Le pénitencier fut construit de 1822 à 1826 sur la base des plans de l'architecte cantonal Adrien Pichard. Les prisonniers de ce pénitencier furent transférés entre 1929 et début 1930 aux Établissements de la plaine de l'Orbe, et le pénitencier de Béthusy fut détruit en 1935 pour faire place en 1937 au collège classique cantonal. L'école primaire quant à elle est construite en 1886 presque en face du pénitencier.  
Du côté du Vallon, il y avait le funiculaire Lausanne – Signal entre 1899 et 1948 qui reliait le quartier du Vallon au quartier de Sauvabelin. Quelques vestiges sont toujours visibles, comme l'ancienne gare inférieure, devenue un entrepôt, et quelques arches fortement dégradées. 
En 1958, l'incinérateur du Vallon, le nouvel incinérateur de déchets lausannois, est construit dans le quartier et entre en service. Installé dans la partie inférieure du vallon du Flon, dont le cours est voûté, il fonctionne jusqu'en 2005. À cette date, il est remplacé par la nouvelle usine d'incinération Tridel, construite quelques centaines de mètres plus haut dans le vallon au niveau du quartier de Sallaz / Vennes / Séchaud. 
Le siège du Tribunal arbitral du sport se trouvait au château de Béthusy de 2005 à 2022, avant de déménager au Palais de Beaulieu. 

## Infrastructures
Le Centre hospitalier universitaire vaudois (CHUV) se situe dans le quartier. 

## Transports publics
Le quartier de Vallon/Béthusy est relié au centre-ville de Lausanne par deux lignes de bus et par le metro M2 avec les stations CHUV et Ours.